# Gyrophaena minima
Gyrophaena minima är en skalbaggsart som beskrevs av Wilhelm Ferdinand Erichson 1837. Gyrophaena minima ingår i släktet Gyrophaena, och familjen kortvingar. Arten är reproducerande i Sverige.